# 阿爾科瓦龍屬
阿爾科瓦龍（屬名：Alcovasaurus）是一屬劍龍科裝甲類恐龍，生存於侏儸紀晚期的北美洲。化石發現於美國懷俄明州納特羅納縣的莫里遜組。模式種長刺阿爾科瓦龍（Alcovasaurus longispinus）曾經被歸為劍龍屬的一個種長刺劍龍（Stegosaurus longispinus）。

## 發現和研究歷史

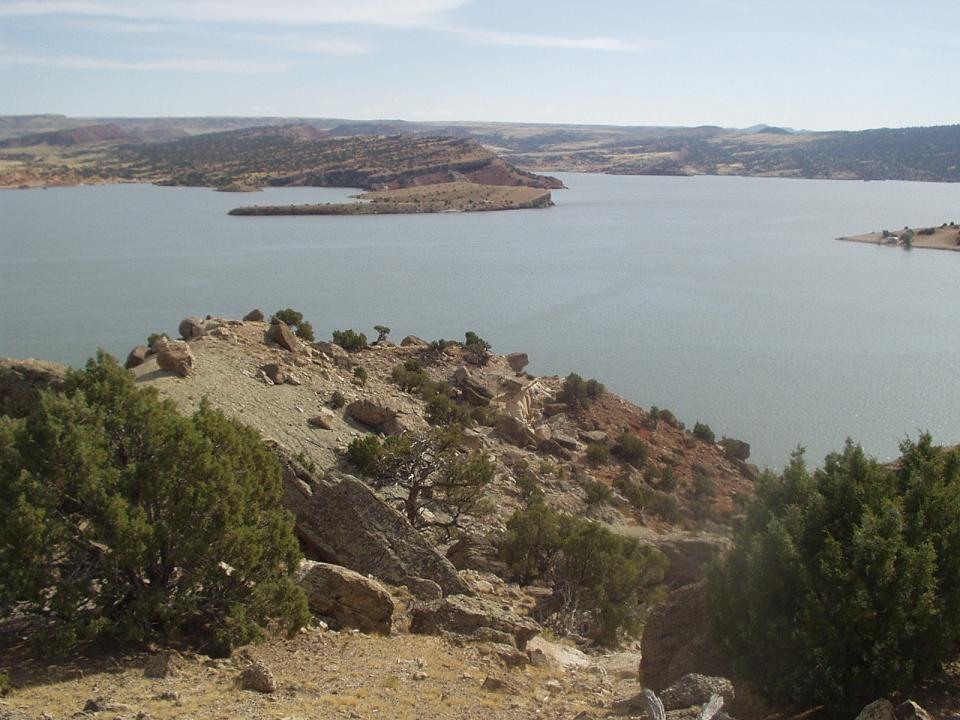
懷俄明州阿尔科瓦 (怀俄明州)的風景，為阿爾科瓦龍的遺骸發現地

1908年7月，懷俄明大學教授William Harlow Reed和A.C. Dart在阿爾科瓦採石場發現了劍龍類遺骸；這也是Reed個人最後一次主要參與的挖掘活動。正模標本（編號UW 20503）是一個成年個體的部分顱後骨骼，包含42節脊椎、一個破碎的薦骨、兩個坐骨、一個部分恥骨、右股骨、許多肋骨以及四根尾刺，1914年，查爾斯·惠特尼·吉爾摩將此標本敘述並命名為長刺劍龍（Stegosaurus longispinus）。種名由拉丁文的longus（長）和spina（刺）組成，代表著牠極長的尾刺。因為非常長的尾刺，後續人員皆接受其有效性。1993年，George Olshevsky和Tracy Lee Ford認為牠可能是非洲釘狀龍的北美物種，而列為長刺釘狀龍（Kentrosaurus longispinus?）。
不幸的是，正模標本於1920年代後期的懷俄明大學博物館水管破裂事件中遭到損壞，因此標本被誤認為已經遺失，但編號UW 20503的股骨仍保存了下來，成為正模標本最後倖存的部分。尾刺已被修復為石膏模型。此外還可以找到當初挖掘的照片以了解骨骼的原來位置，以及博物館骨架的照片。
雖然長刺劍龍因為長尾刺可能出於個體發生學或兩性異形，使其有效性受到質疑。業餘自由古生物學家Roman Ulansky認為長刺劍龍的差異足以從劍龍屬獨立出來建立成新屬"Natronasaurus"。Ulansky根據Olshevsky和Ford（1993）的假設，將"Natronasaurus"描述為釘狀龍的近親，並發表於個人的電子出版物，但未經獨立建檔也未有ISSN標識，而被視作一個無資格名稱。2016年，彼得·加爾東（Peter Malcolm Galton）和肯尼斯·卡彭特（Kenneth Carpenter）命名了新的屬名：阿爾科瓦龍，作為該物種修訂的一部分。新屬名取自發現地懷俄明的阿爾科瓦採石場。加爾東和卡彭特還提到了一個非常巨大的圓形尾刺基部標本，於1990年代由Cliff Miles在懷俄明發現。該標本現在的位置不得而知，但被標示為編號DMNH 33431。
2019年，法蘭西斯科·科斯塔（Francisco Costa）和奧克塔維奧·馬帝尤斯（Octávio Mateus）認為阿爾科瓦龍與米拉加亞龍沒有足夠差異，而將牠更名為長刺米拉加亞龍（Miragaia longispinus）。

## 敘述

體型比例

吉爾摩根據以下特徵將長刺劍龍從其他劍龍類中鑑定出來：非常長的真皮棘刺、遠端尾椎椎體前/後視角呈圓形、遠端尾椎的殘餘橫突、椎體蘑菇狀的背側延伸。
2016年，加爾東和卡彭特指出五項自衍徵：遠端、後段尾椎存在副突；遠端尾椎小、高度長於長度；兩對特別纖細且加長的尾刺，長度為股骨的90％；最後一對尾刺由下方測量於軸長的四分之一處寬度最大；股骨髁下關節面侷限於下側。
阿爾科瓦龍與其他侏儸紀北美劍龍類（狹臉劍龍、溝紋劍龍、繆氏西龍）的差別在於，其薦骨與髂骨由六對薦肋而非四對連接，可能是額外的自衍徵。其他劍龍類則至少有五對。吉爾摩亦指出阿爾科瓦龍的獨特之處在於後尾刺與前尾刺大小相等，但加爾東和卡彭特發現此特徵根據現有的照片證據難以確認，但這將使阿爾科瓦龍不同於所有已知帶有四個尾刺的劍龍類，後者的後尾刺通常較短。同時兩對尾刺的距離也相當遠。
吉爾摩測量的股骨長度為108.2公分。最長的棘刺長86公分，其尖端破碎，吉爾摩估計原始骨核長98.5公分。
加爾東和卡彭特視棘刺為主要武器，他們將尾椎副突延伸至尾部最末端解釋為支持增加的肌肉量以擺動尾部。這可能也與尾椎縮短有關，使其尾部短於劍龍約四分之一。較短的尾部可抵消由長刺較大力矩引起的扭轉。然而2019年將長刺阿爾科瓦龍視為銳龍亞科的重新檢視研究也促使對尾部解剖結構的重新檢驗。阿爾科瓦龍可能在尾部前三分之一處就有很小的尾椎，而非強壯的尾部末端。如同其他銳龍亞科，尾部末端可能缺乏強健的肌肉，甚至根本沒有軟組織，因而形成了非常具彈性的鞭狀尾部，可透過肌肉發達的尾部基部來驅動。

## 分類
加爾東和卡彭特認為阿爾科瓦龍是劍龍科，與劍龍的親緣關係較與釘狀龍的更為接近。然而2017年蘇珊娜·梅德曼特和湯瑪斯·瑞雯（Thomas J. Raven）的劍龍類支序分析發現阿爾科瓦龍缺乏成年扁腳類（劍龍類和甲龍類）的股骨大轉子融合，而不能很肯定的將其放置於劍龍類中。2019年科斯塔和馬帝尤斯以在葡萄牙發現的米拉加亞龍新標本為背景下重新檢驗阿爾科瓦龍。這些遺骸使他們意識到阿爾科瓦龍與米拉加亞龍是銳龍亞科中的近親。因為阿爾科瓦龍同時與銳龍、米拉加亞龍共有大多數特徵，科斯塔和馬帝尤斯得出結論，“根據定義”地將阿爾科瓦龍列入其中一屬，他們選擇了米拉加亞龍因為最相似，不過仍然是獨立的物種，而更名為長刺米拉加亞龍。

## 延伸閱讀
劍龍類研究歷史